# Stanisław Raczko
Stanisław Raczko (Raczek) herbu Ostoja – poseł na sejm lubelski 1569 roku z ziemi mielnickiej. Podpisał akt unii lubelskiej.